# Малмиж (Амурський район)
Малми́ж (рос. Малмыж) — селище у складі Амурського району Хабаровського краю, Росія. Входить до складу Падалинського сільського поселення.

## Населення
Населення — 98 осіб (2010; 88 у 2002).
Національний склад (станом на 2002 рік):
- росіяни — 97 %